# Jacek Bożek
Jacek Zbigniew Bożek (ur. 1958) – polski działacz na rzecz ochrony środowiska, założyciel i przewodniczący Klubu Gaja.

## Życiorys
W latach 70. brał udział w projektach Laboratorium Jerzego Grotowskiego. Występował na deskach teatru Pantomimy w Bielsku-Białej, z jego inicjatywy powstał bielski teatr „Warsztat”. Był stypendystą rządu Nowej Południowej Walii oraz stowarzyszenia Ashoka Innovators for the Public (którego później został członkiem). Pracował w Rainforest Information Center.
W latach 80. prowadził prywatną szkołę hathajogi w Wilkowicach. Angażował się na rzecz praw Tybetańczyków, wydając m.in. biuletyn „Wolny Tybet”. Brał udział w akcji przeciwko budowie elektrowni atomowej w Żarnowcu i zapory w Czorsztynie.
W 1988 stworzył organizację na rzecz ochrony środowiska Klub Gaja, której został prezesem (filie klubu powstały również w Holandii i Wielkiej Brytanii). Był koordynatorem Ogólnopolskiej Kampanii „Teraz Wisła”. Brał udział w tworzeniu partii Zieloni 2004, do listopada 2004 pełnił funkcję jej przewodniczącego. Był przewodniczącym Społecznego Komitetu Ekorozwoju Bielska-Białej oraz ekspertem Krajowej Rady Gospodarki Wodnej. Został też członkiem Państwowej Rady Ochrony Przyrody. Nadal angażuje się na rzecz przestrzegania praw człowieka w Tybecie.

## Odznaczenia i wyróżnienia
W 2011 prezydent Bronisław Komorowski odznaczył go Krzyżem Oficerskim Orderu Odrodzenia Polski.
W 2000 został uhonorowany nagrodą Polcul Foundation, nadaną w uznaniu działalności na rzecz kultury i ochrony środowiska. Dwa lata później uzyskał wyróżnienie „Człowieka Roku Polskiej Ekologii”, nadawane pod patronatem rządu i samorządu. W 2014 w kategorii „edukacja ekologiczna dzieci i młodzieży” został uhonorowany Zielonym Czekiem za budowanie pokolenia „Eko XXI wieku” – realizację programów „Zaadoptuj rzekę” oraz „Święto Drzewa”.